# Neomerinthe beanorum
Neomerinthe beanorum är en fiskart som först beskrevs av Barton Warren Evermann och Marsh, 1900.  Neomerinthe beanorum ingår i släktet Neomerinthe och familjen Scorpaenidae. Inga underarter finns listade i Catalogue of Life.